# Fruitland (Caroline du Nord)
Pour les articles homonymes, voir Fruitland.
Fruitland est une census-designated place américaine située dans le comté de Henderson dans l'État de Caroline du Nord. En 2010, sa population était de 2 031 habitants.

## Démographie
| 2000  | 2010  | - | - | - | - |
| ----- | ----- | - | - | - | - |
| 1 813 | 2 031 | - | - | - | - |